# Cueva de San Genadio
La cueva de San Genadio es una cueva de origen geológico y lugar de culto situada en el valle del Silencio, en la zona más agreste del municipio español de Ponferrada, en la provincia de León, comunidad autónoma de Castilla y León.
Su uso como eremitorio se remonta al siglo X, cuando San Genadio se retiró a esta cueva para vivir como anacoreta durante sus últimos años de vida, tras fundar el monasterio de Santiago de Peñalba y ser obispo de Astorga. Forma parte del espacio cultural de la Tebaida leonesa.

## Ubicación
La cueva de San Genadio está ubicada en una pared de roca calcárea en el interior del valle del Silencio, en la zona más escarpada de los montes Aquilianos. La cueva está muy cerca del nacimiento del arroyo Silencio, que abre un corto y fragoso valle de apenas un kilómetro, que desemboca en el arroyo Peñalba, tributario este, a su vez, del río Oza. Se encuentra próxima a la localidad de Peñalba de Santiago, desde la que se puede acceder a través de una ruta de senderismo.

## Historia

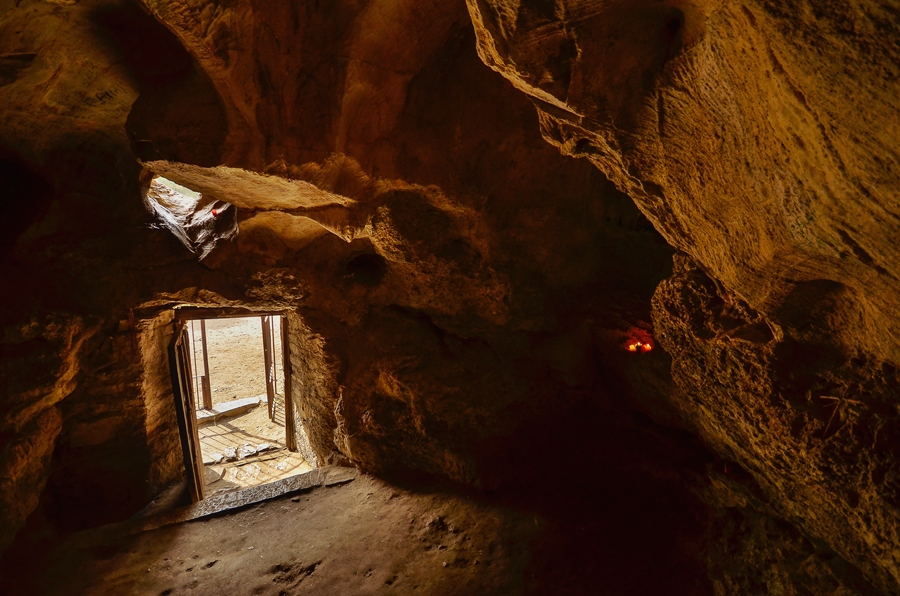
Interior de la cueva

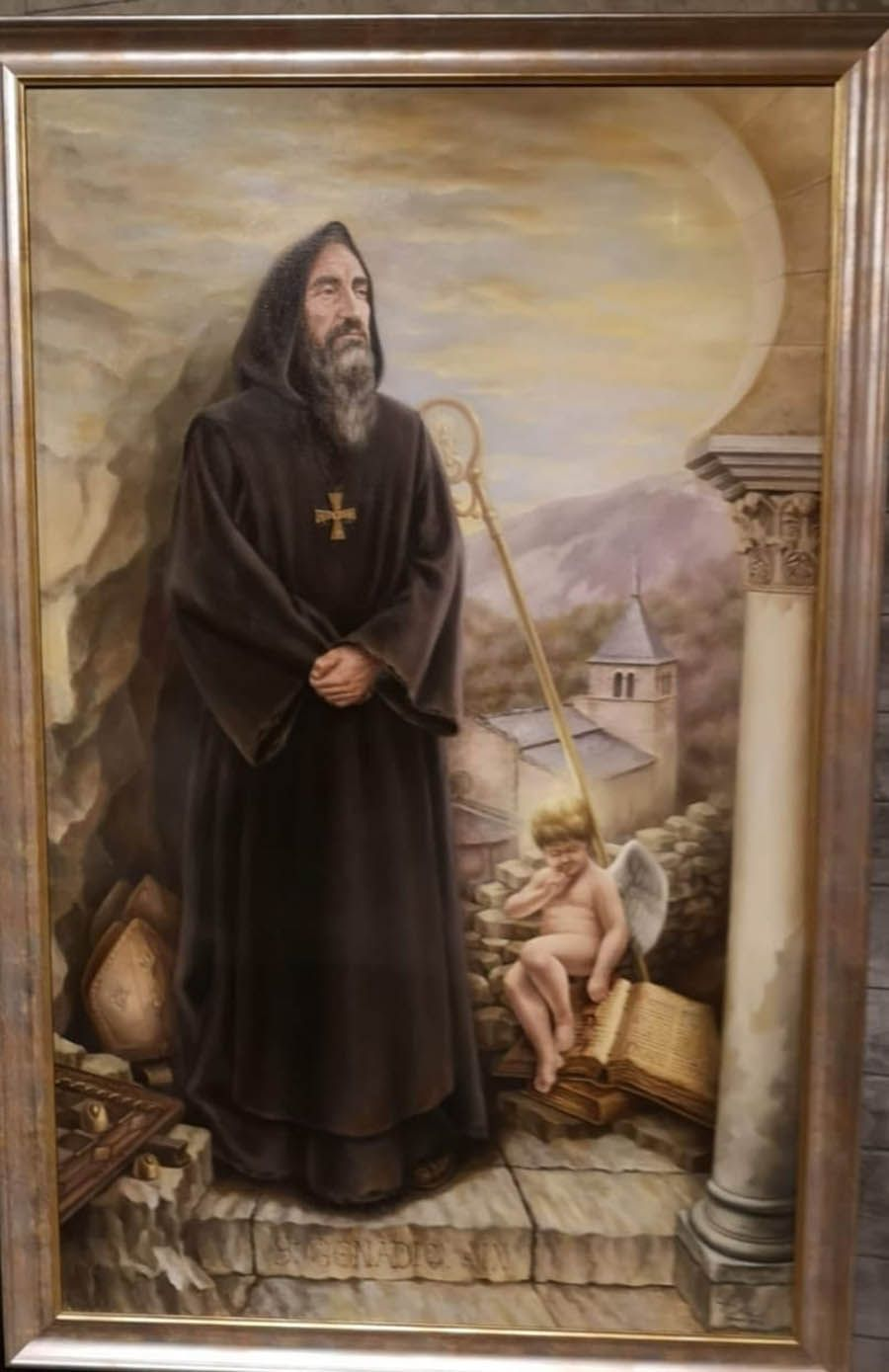
San Genadio de Astorga

La cueva de San Genadio es una cavidad de origen geológico, al contrario que otras propias del eremitismo altomedieval, de origen antrópico, excavadas o de sistema mixto. Existen referencias medievales al uso de esta cueva, al igual que otras oquedades naturales ubicadas en la misma zona, como estancias rupestres o «habitaciones de un solo monje». La documentación del siglo X refuerza la tesis del topónimo y de la existencia de cuevas habitadas.
En los orígenes del fenómeno eremítico de la Tebaida leonesa, los santos Fructuoso y Valerio moraron en estancias rupestres, y lo mismo ocurre con San Genadio, cuya biografía replica las de estos dos santos fundadores.
Fray Prudencio de Sandoval (1601) fue el primero en mencionar las cuevas eremiticas del valle del Silencio, denominándolas como Cuevas de Silencio. 
El padre Antonio de Yepes (1613) resume esta información:

Cuevas del Silencio, son cinco ermitas obradas por la misma naturaleza, en aquellas montañas, y dellas se aprovechavan nuestros monges en los tiempos de mayor penitencia, donde se recogían a hazer más estrecha vida, y porque parte de la mortificación que allí hazían era tener sumo silencio, se llamaron las cuevas del Silencio. Santiago de Peñalva, fue Monasterio fundado por este tiempo, por el glorioso Obispo S. Genadio, puso su sitio muy cerca de las cuevas y peñas del Silencio. En este lugar pasó S. Genadio algún tiempo, con mucho gusto suyo, porque estaban allí vezinas las cuevas del Silencio, y comunicava con los monges de Santiago de Peñalva haciendo a vezes vida cenobítica, y otras trataba, y descansava con los ermitaños de las cuevas del Silencio.

La devoción a San Genadio se mantuvo desde entonces, siendo la cueva punto de encuentro y celebración con motivo de su festividad, el 25 de mayo, hasta el siglo XX.